# لاسکوونگتسا ویلکا
لاسکوونگتسا ویلکا (به لاتین: Laskownica Wielka) یک روستا در لهستان است که در گمینا گووانگچ واقع شده‌است. لاسکوونگتسا ویلکا ۱۷۰ نفر جمعیت دارد.